# Палата для офіцерів
«Палата для офіцерів» (фр. La chambre des officiers) — французький фільм-драма 2001 року, поставлений Франсуа Дюпейроном за мотивами роману Марка Дюгена. Фільм брав участь в конкурсній програмі Каннського кінофестивалю 2001 року, а у 2002 році його було номіновано у восьми категоріях на отримання Премії Сезар, у двох з яких він отримав перемогу. .

## Сюжет
В дні Першої Світової війни, на початку серпня 1914 року, молодий і спокусливий лейтенант інженерних військ Адрієн, вирушає верхи з розвідувальною місією. Вибухає снаряд. Адріан живий, але спотворений. Його красиве обличчя тепер знівечене. Усю війну він проводить у лазареті Валь де Грас, в палаті офіцерів, призначеній для вищих військових чинів, чиї особи спотворені осколками снарядів. Палата без дзеркал, і кожен може бачити себе лише в погляді іншого. П'ять років в повній ізоляції, упродовж яких зав'язуються непорушні дружні стосунки. П'ять років «відновлення», щоб підготувати себе до майбутнього життя.

## В ролях
| Актор(ка)          |   | Роль           |
| ------------------ | - | -------------- |
| Ерік Каравака      | • | Адрієн         |
| Дені Подалідес     | • | Анрі           |
| Грегорі Деранже    | • | П'єр           |
| Сабіна Азема       | • | Анаїс          |
| Андре Дюссольє     | • | хірург         |
| Ізабель Рено       | • | Маргарита      |
| Жеральдін Пайя     | • | Клеменс        |
| Жан-Мішель Порталь | • | Елейн          |
| Гі Трежан          | • | міністр        |
| Ксав'єр Де Гійбон  | • | Луї            |
| Катрін Ардіті      | • | мати Адрієна   |
| Пол Ле Персон      | • | дідусь Адрієна |
|                    | • | та інші        |

## Нагороди та номінації
| Рік  | Нагорода                | Категорія                                       | Номінант           | Результат |
| ---- | ----------------------- | ----------------------------------------------- | ------------------ | --------- |
| 2001 | Каннський кінофестиваль | Золота пальмова гілка                           | Франсуа Дюпейрон   | Номінація |
| 2002 | Премія «Сезар»          | Найкращий фільм                                 | Франсуа Дюпейрон   | Номінація |
| 2002 | Премія «Сезар»          | Найкращий режисер                               | Франсуа Дюпейрон   | Номінація |
| 2002 | Премія «Сезар»          | Найкращий актор                                 | Ерік Каравака      | Номінація |
| 2002 | Премія «Сезар»          | Найкращий актор другого плану                   | Андре Дюссольє     | Перемога  |
| 2002 | Премія «Сезар»          | Найперспективніший актор                        | Грегорі Деранже    | Номінація |
| 2002 | Премія «Сезар»          | Найперспективніший актор                        | Жан-Мішель Порталь | Номінація |
| 2002 | Премія «Сезар»          | Найкращий оригінальний або адаптований сценарій | Франсуа Дюпейрон   | Номінація |
| 2002 | Премія «Сезар»          | Найкраща операторська робота                    | Тецуо Нагата       | Перемога  |
| 2002 | Премія «Сезар»          | Найкращий дизайн костюмів                       | Катрін Бушар       | Номінація |